# Cathédrale Saint-Nicolas de Dalat
Cette  cathédrale n’est pas la seule cathédrale Saint-Nicolas.
La cathédrale Saint-Nicolas est une cathédrale catholique, siège du diocèse de Dalat, suffragant de l'archidiocèse d'Hô-Chi-Minh-Ville (toujours communément appelé Saïgon). Elle se trouve à Dalat, capitale de la province de Lâm Đồng dans les hauts plateaux du centre du Viêt Nam. Il y a cinq messes le dimanche.

## Historique

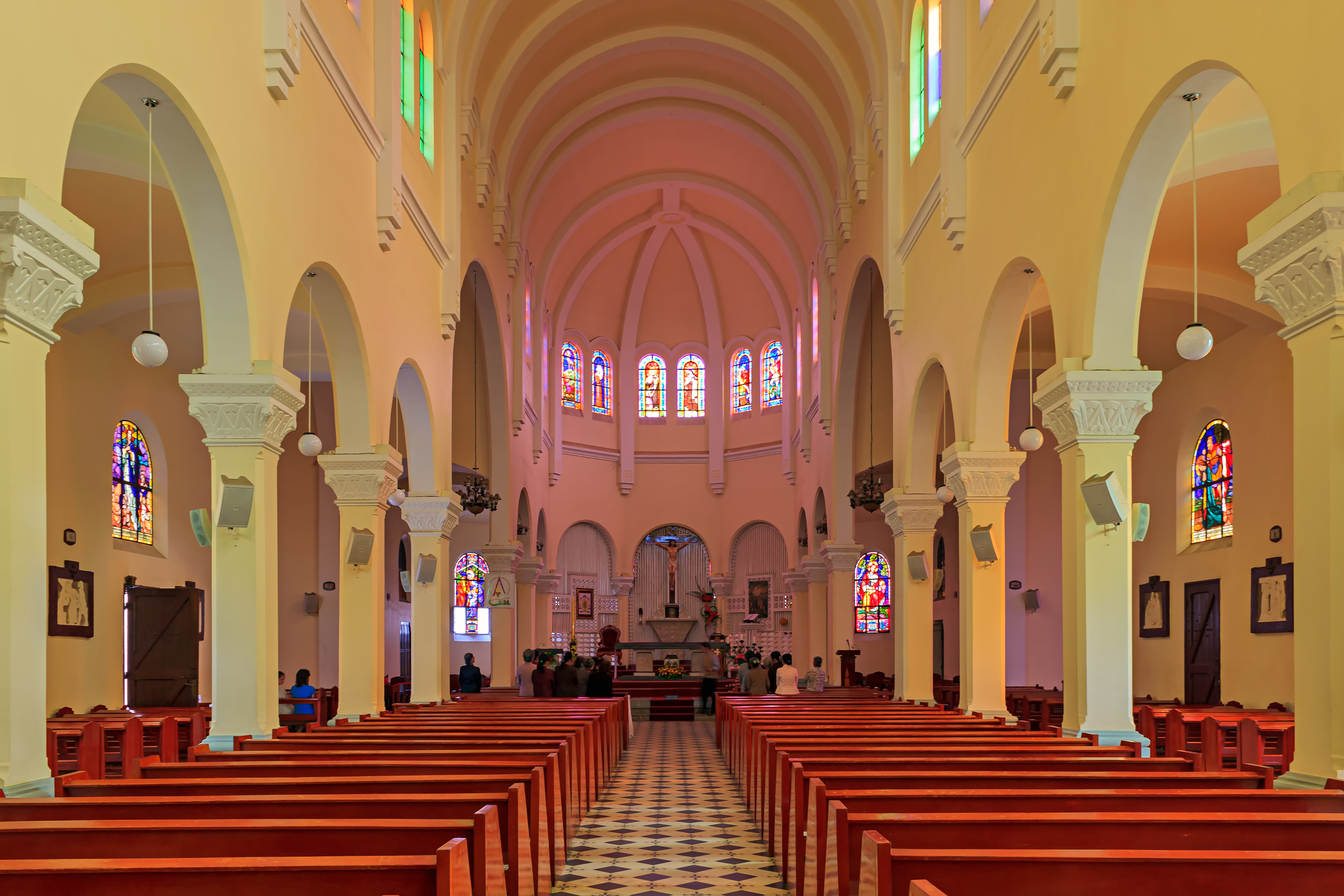
Intérieur de la cathédrale.

L'édifice est construite en tant qu'église paroissiale par les Français en 1931-1932 dans un style éclectique sur le modèle néoroman, mais la décoration intérieure ne s'achève qu'en 1942. Elle remplace une ancienne petite église construite en 1917 et transformée en presbytère.
La ville située dans les montagnes à 1 500 mètres d'altitude est alors un lieu de villégiature et de cure où les coloniaux et l'élite vietnamienne viennent se reposer et fuir les grandes chaleurs. C'est également un lieu où les tuberculeux viennent se faire soigner dans les sanatoriums. L'institut Pasteur de Dalat ouvre en 1935. Il existait un cimetière européen autour de l'église qui a depuis été détruit.
Dalat était aussi une ville où existaient plusieurs établissements d'enseignement catholique prestigieux, externats et internats (dont Notre-Dame du Langbian), avant l'arrivée des communistes du Nord Viêt Nam en 1975. Ainsi on remarque un vitrail à l'intérieur représentant Jésus et les enfants qui est offert par les élèves de l'institution de Nazareth, comme l'indique l'inscription en français. Un autre vitrail, représentant le Sacré-Cœur se montrant à sainte Marguerite-Marie, indique qu'il est un don reçu par le P. Crowley-Boevey de Saïgon. On remarque d'autres vitraux (ils sont soixante-dix) représentant entre autres saint Hubert, saint Antoine de Padoue ou sainte Thérèse de l'Enfant-Jésus. Les vitraux proviennent de la maison Balmet de Grenoble et ont été commandés entre 1935 et 1949. Les noms des donateurs y figurent. 

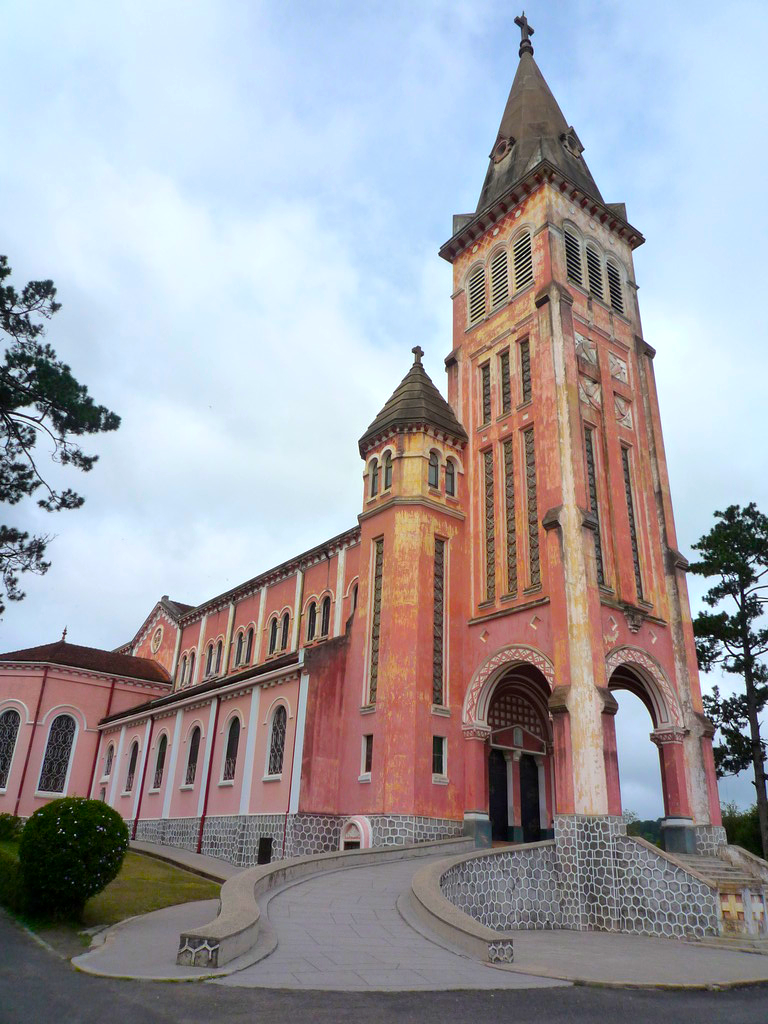
La cathédrale avant restauration.

Lorsque le diocèse de Dalat a été érigé le 24 novembre 1960 (à l'époque du Sud Viêt Nam), l'église en est devenue la cathédrale. Elle est dédiée à saint Nicolas.
L'édifice a été restauré en 2010. Les habitants surnomment la cathédrale « l'église du coq » à cause du coq en bronze qui se trouve en haut de la croix dominant le toit du clocher.
L'édifice mesure 65 mètres de longueur sur 14 mètres de largeur et son clocher, visible de toute la ville, s'élève à 47 mètres. Une statue de Notre-Dame est installée de l'autre côté de la rue Tran Phu, en face de l'entrée de la cathédrale.

## Galerie

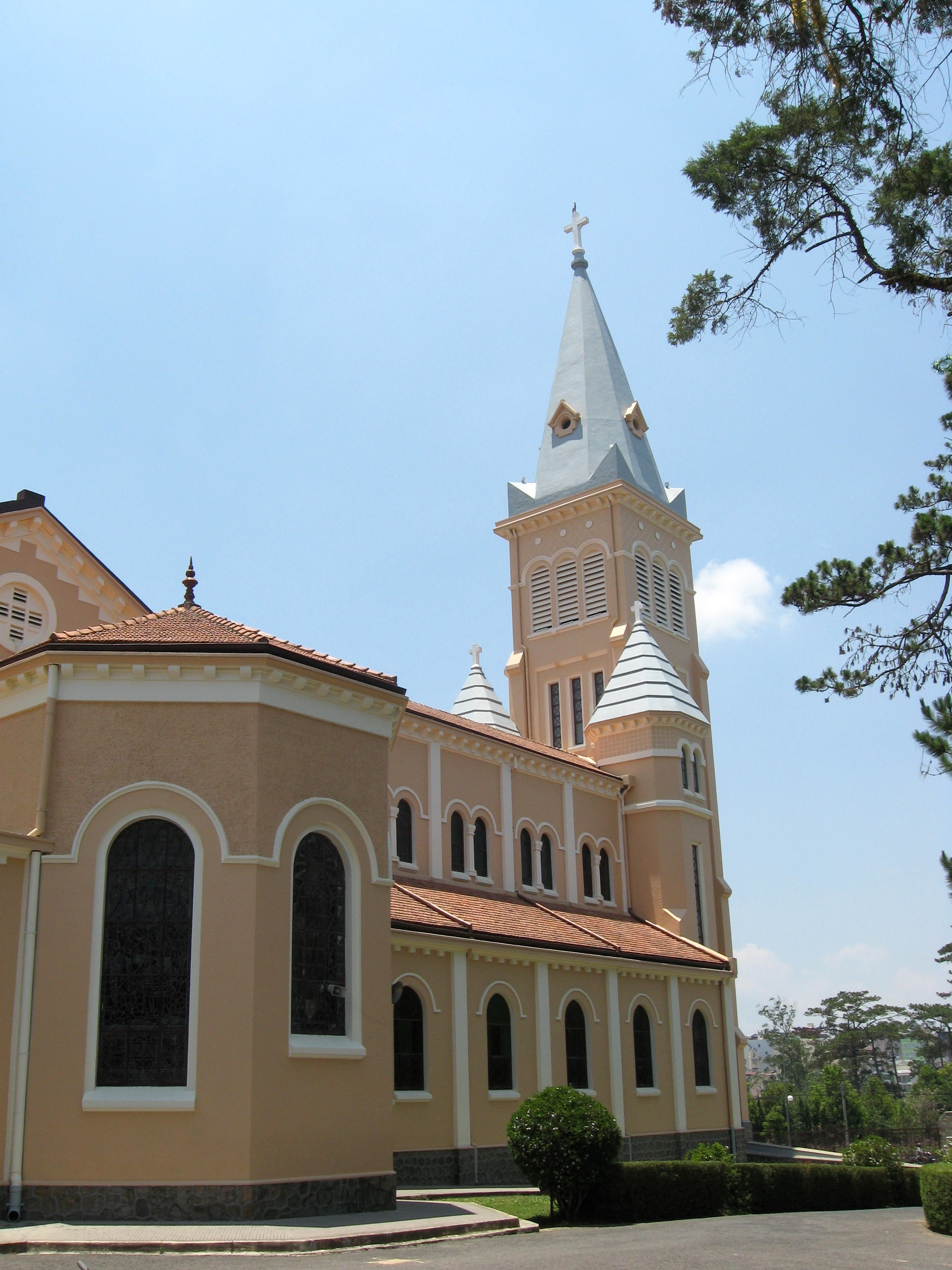
Vue latérale de la cathédrale après restauration (2011).
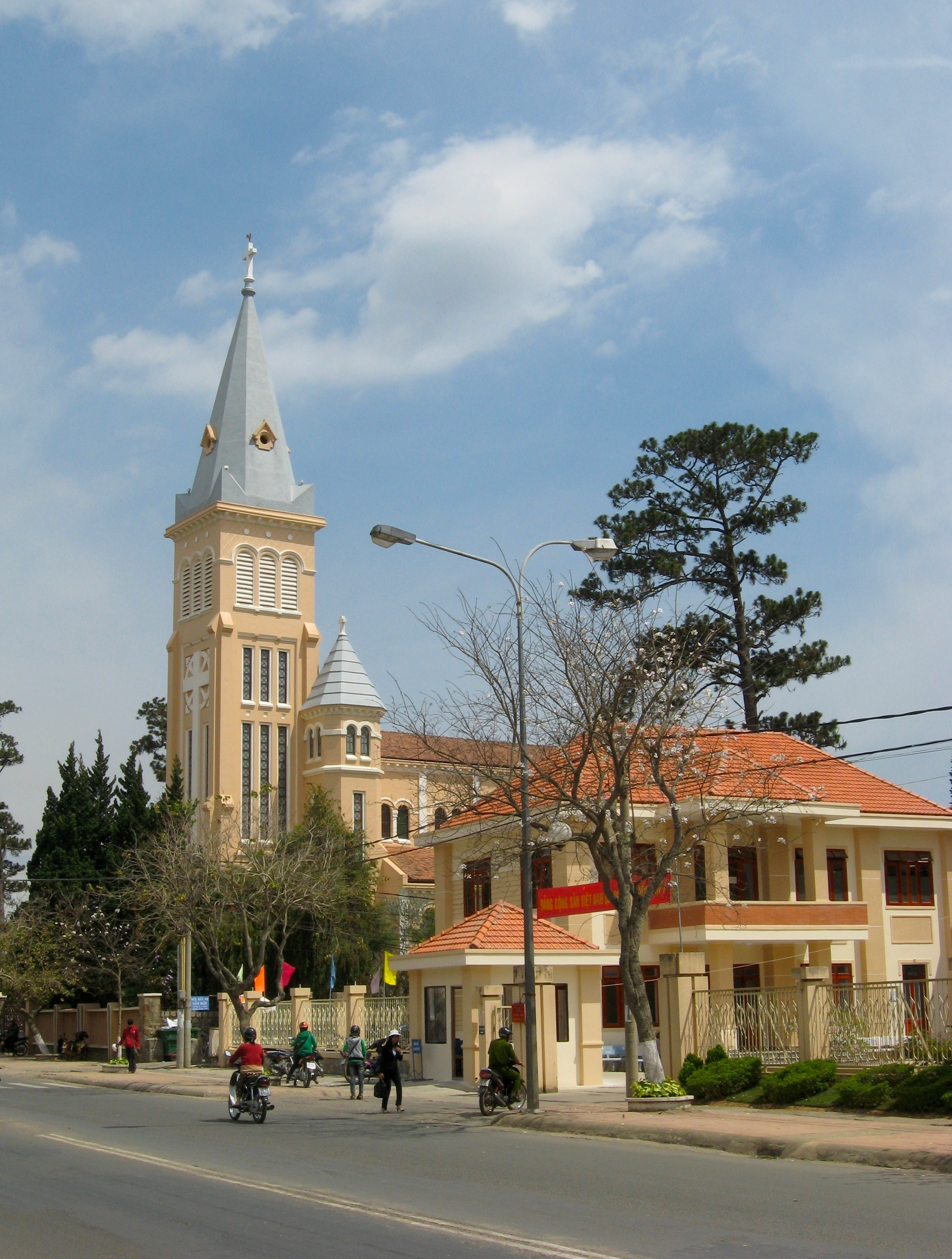
Vue de la cathédrale.
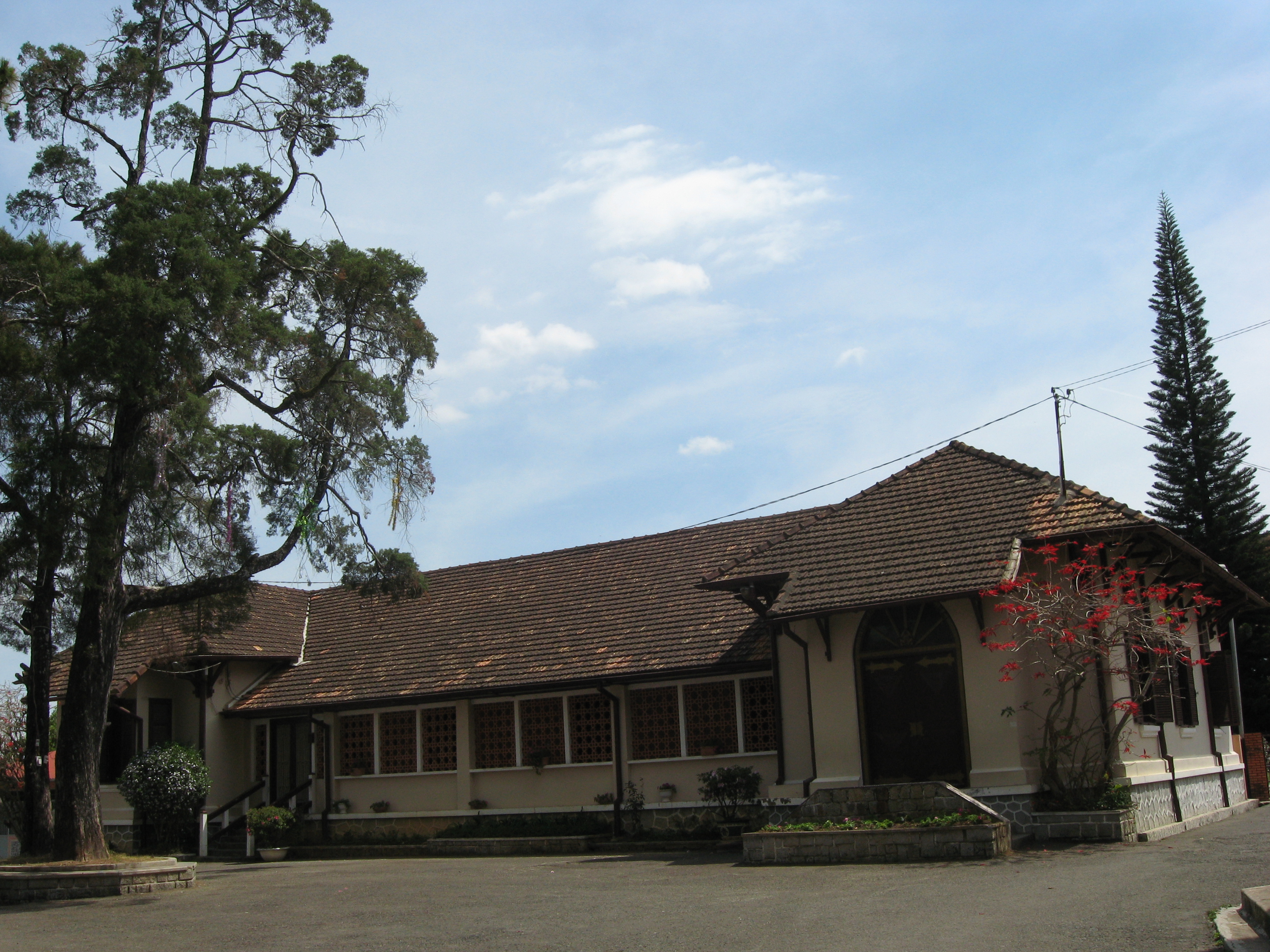
La maison paroissiale.
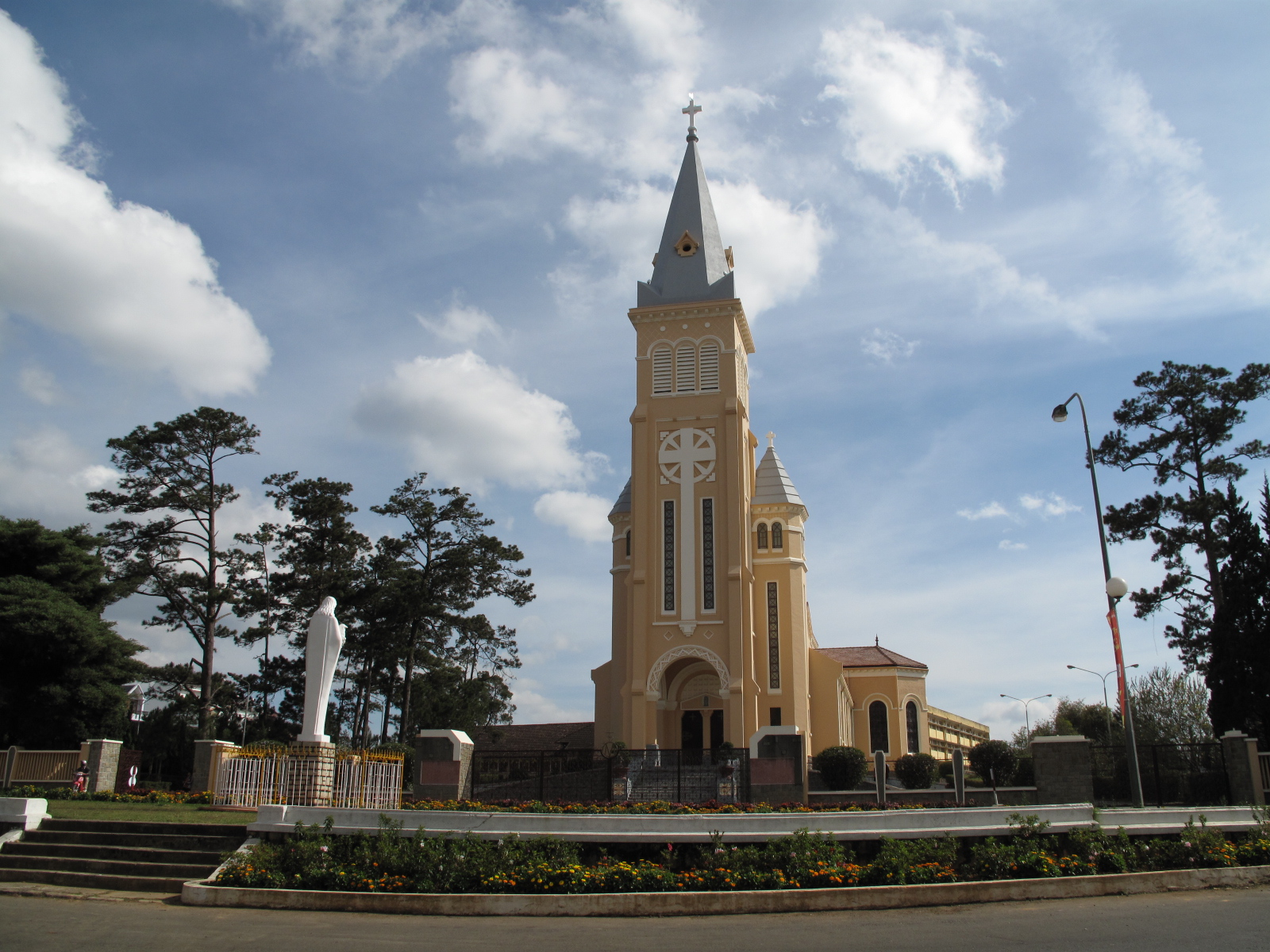
La cathédrale avec la statue de la Vierge Marie qui lui fait face.

### Articles liés
- Liste des cathédrales du Viêt Nam
- Catholicisme au Viêt Nam